# Erebia erynnis
Erebia erynnis är en fjärilsart som beskrevs av Otto Staudinger 1894. Erebia erynnis ingår i släktet Erebia och familjen praktfjärilar. Inga underarter finns listade i Catalogue of Life.